# Сильва Энрикес, Рауль
Рауль Сильва Энрикес (исп. Raúl Silva Henríquez; 27 сентября 1907, Талька, Чили — 9 апреля 1999, Сантьяго, Чили) — чилийский кардинал, салезианец. Епископ Вальпараисо с 24 октября 1959 по 14 мая 1961. Архиепископ Сантьяго и примас Чили с 14 мая 1961 по 3 мая 1983. Кардинал-священник с 19 марта 1962, с титулом церкви Сан-Бернардо-алле-Терме с 22 марта 1962.

## Биография
Закончил Католический университет Чили, изучал право. Папой Иоанном XXIII был назначен епископом Вальпараисо.
Был сторонником социальных изменений, земельной реформы и строительства социального жилья. Выступал как критик режима Пиночета, под его давлением был вынужден оставить посты канцлера Католического университета Чили (в 1974 году) и председателя Епископальной конференции Чили (в 1976 году). Для защиты жертв репрессий в 1973 году создал Комитет защиты мира, а в 1975 году — занимавшийся правозащитной деятельностью Викариат солидарности как официальную структуру католической церкви. В 1979 году удостоен Премии Бруно Крайского.